# Dropout Boogie
Dropout Boogie è l'undicesimo album in studio del gruppo musicale statunitense The Black Keys, pubblicato nel 2022.

## Tracce
1. Wild Child – 2:44
2. It Ain't Over – 3:48
3. For the Love of Money – 3:31
4. Your Team Is Looking Good – 3:05
5. Good Love (featuring Billy F. Gibbons) – 3:37
6. How Long – 3:20
7. Burn the Damn Thing Down – 2:57
8. Happiness – 3:44
9. Baby I'm Coming Home – 3:08
10. Didn't I Love You – 4:01

## Formazione
The Black Keys
- Dan Auerbach – voce, basso, chitarra, sintetizzatore (1, 2, 6), organo Hammond (5)
- Patrick Carney – batteria, basso (1), chitarra (1, 4), sintetizzatore (1–3, 6), percussioni (2, 3, 5, 9)

Altri musicisti
- Andy Gabbard – cori (1–3, 5–10), piano elettrico Wurlitzer (1), piano (7), chitarra (5, 7)
- Sam Bacco – percussioni (1–7, 9, 10)
- Ray Jacildo – organo Hammond (3, 6); clavicembalo, piano (6)
- Sierra Ferrell – cori (4)
- Billy F. Gibbons – chitarra (5)

## Classifiche
| Classifica (2022) | Posizione raggiunta |
| ----------------- | ------------------- |
| Italia            | 42                  |
| Regno Unito       | 5                   |
| Stati Uniti       | 8                   |